# Francesco Ragonesi
Francesco Ragonesi (Bagnaia, 21 de diciembre de 1850 - Poggio a Caiano, 14 de septiembre de 1931) fue un cardenal italiano, prefecto del Tribunal Supremo de la Signatura Apostólica.

## Biografía
Fue educado en el Seminario de Viterbo, y luego en el Seminario Pío-Romano, así como en el Pontificio Ateneo Romano San Apolinar, donde obtuvo el doctorado en filosofía, teología y un doctorado utroque iuris, tanto en derecho canónico como civil.
Fue ordenado sacerdote y trabajó en la diócesis de Viterbo, donde realizó trabajo pastoral y por veinticinco años sirvió como profesor de Historia y de las Escrituras en su seminario, además de ser elegido vicario capitular de la diócesis. Entre 1885 y 1904 fue vicario general. Fue creado prelado doméstico de Su Santidad el 12 de junio de 1889. Fue nombrado delegado apostólico y enviado extraordinario en Colombia el 7 de septiembre de 1904; durante su delegación, favoreció la apertura del Canal de Panamá en ese país y asistió a la primera asamblea del episcopado colombiano, en el nacimiento de la Conferencia episcopal de Colombia.

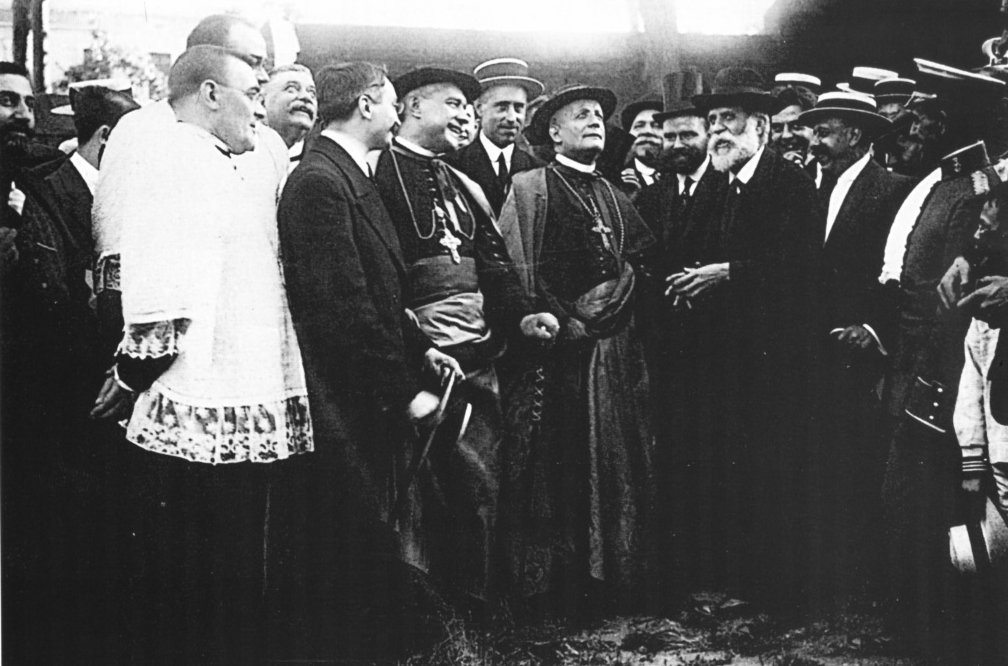
El cardenal Ragonesi junto a Antoni Gaudí en una visita a las obras de la Sagrada Familia. En aquella ocasión monseñor Ragonesi calificó a Gaudí como «el Dante de la arquitectura».

Fue nombrado arzobispo titular de Myra el 16 de septiembre de 1904 por el Papa Pío X, y consagrado el 25 de septiembre por Rafael Merry del Val, el cardenal secretario de Estado. Sirvió como nuncio en España, con facultades de legado a latere desde 1913 hasta 1921.
Fue creado cardenal presbítero de San Marcelo en el consistorio de 7 de marzo de 1921 por el Papa Benedicto XV. Participó en el cónclave de 1922 que eligió al Papa Pío XI. Fue nombrado Prefecto del Tribunal Supremo de la Signatura Apostólica por el Papa Pío XI el 9 de marzo de 1926.
Murió en 1931, en la casa madre de las Hermanas del Sagrado Corazón de Jesús, en Poggio a Caiano, donde había ido a recuperar su salud. Está enterrado en el cementerio comunal monumental Campo Verano de Roma.